# Liste der italienischen Meister im Skispringen

Logo der Federazione Italiana Sport Invernali (Italienischer Wintersportverband)

Die Liste der italienischen Meister im Skispringen listet alle Sieger sowie die Zweit- und Drittplatzierten im Skispringen bei den italienischen Meisterschaften seit 1909 auf. Sebastian Colloredo ist mit 14 Titeln erfolgreichster Skispringer, Lisa Demetz mit vier Titeln und drei Vizetiteln erfolgreichste Skispringerin.

## Wettbewerbe
Die italienischen Meisterschaften der Männer werden seit 1909 ausgetragen. Vor, während und einmal nach dem Ersten Weltkrieg wurden die Wettbewerbe trotz Ansetzung abgesagt. 1944 und 1945 während des Zweiten Weltkrieges sowie 1989 wurden die Meisterschaften nicht ausgetragen. Ab 2007 fanden Meisterschaften auf Normal- und Großschanze statt. Seit 2004 werden zudem auch nationale Meister bei den Frauen ermittelt. Dabei fand die Meisterschaft 2004 noch als U14-Meisterschaft statt, da alle Teilnehmerinnen unter 14 Jahre alt waren.

### Männer
| Jahr | Disziplin     | Meister                              | Vize                       | Dritter              |
| ---- | ------------- | ------------------------------------ | -------------------------- | -------------------- |
| 1909 |               | Paolo Kind                           | Mario Corti                | Filippo Corti        |
| 1910 |               | Mario Corti                          | Pierluigi Casali Rocca     |                      |
| 1911 |               | abgesagt                             | abgesagt                   | abgesagt             |
| 1912 |               | abgesagt                             | abgesagt                   | abgesagt             |
| 1913 |               | abgesagt                             | abgesagt                   | abgesagt             |
| 1914 |               | Domenico Sandrini                    | G. Rossi                   | Battista Donati      |
| 1915 |               | Luigi Canali                         | Dionisio Matli             | Nino Castelli        |
| 1916 |               | abgesagt                             | abgesagt                   | abgesagt             |
| 1917 |               | abgesagt                             | abgesagt                   | abgesagt             |
| 1918 |               | abgesagt                             | abgesagt                   | abgesagt             |
| 1919 |               | abgesagt                             | abgesagt                   | abgesagt             |
| 1920 |               | Nino Castelli                        | Gianfranco Casati Brioschi | Momolo Camagni       |
| 1921 |               | abgesagt                             | abgesagt                   | abgesagt             |
| 1922 |               | Vittorio Collino                     | Mario Cavalla              | Giuseppe Ferrera     |
| 1923 |               | Sisto Demenego                       | Vittorio Collino           | Giuseppe Ferrera     |
| 1924 |               | Luigi Faure                          | Beniamino Gally            | Zaverio Antonietti   |
| 1925 |               | Luigi Faure                          | Ernesto Zardini            | Armando Lacedelli    |
| 1926 |               | Luigi Faure                          |                            |                      |
| 1927 |               | Domenico Patterlini                  | Luigi Faure                | Ernesto Zardini      |
| 1928 |               | Luigi Bernasconi                     | Vitale Venzi               | Luciano Zampatti     |
| 1929 |               | Vitale Venzi                         | Alessandro Masoero         | Gigi Soffietti       |
| 1930 |               | Vitale Venzi                         | Bruno Caneva               | Tino Ambrosetti      |
| 1931 |               | Ino Dallagio                         | Mario Bonomo               | Enrico Moiso         |
| 1932 |               | Bruno Caneva                         | Antonio Rodeghiero         | Mario Bonomo         |
| 1933 |               | Vitale Venzi                         | Mario Bonomo               | Guglielmo Holzner    |
| 1934 |               | Mario Bonomo                         | Luciano Zampatti           | Mario Moizo          |
| 1935 |               | Bruno Caneva                         | Gualtiero Schmid           | Gino Rigoni          |
| 1936 |               | Bruno Da Col                         | Mario Bonomo               | Riccardo Rodeghiero  |
| 1937 |               | Roberto Lacedelli Delfo Ramella Paia |                            | Giovanni Caneva      |
| 1938 |               | Riccardo Rodeghiero                  | Mario Bonomo               | Roberto Lacedelli    |
| 1939 |               | Bruno Da Col                         | Riccardo Rodeghiero        | Delfo Ramella Paia   |
| 1940 |               | Delfo Ramella Paia                   | Riccardo Rodeghiero        | Roberto Lacedelli    |
| 1941 |               | Mario Bonomo                         | Edoardo Nicolaucich        | Emilio Cimberle      |
| 1942 |               | Bruno Da Col                         | Augusto Frigo              | Carlo Alverà         |
| 1943 |               | Giuseppe Armand                      | Roberto Lacedelli          | Bruno Da Col         |
| 1944 |               | nicht ausgetragen                    | nicht ausgetragen          | nicht ausgetragen    |
| 1945 |               | nicht ausgetragen                    | nicht ausgetragen          | nicht ausgetragen    |
| 1946 |               | Giuseppe Muraro                      | Edy Bibbia                 | Carlo De Lorenzi     |
| 1947 |               | Bruno Da Col                         | Aldo Trivella              | Carlo De Lorenzi     |
| 1948 |               | Piero Pennacchio                     | Aldo Trivella              | Igino Rizzi          |
| 1949 |               | Carlo De Lorenzi                     | Aldo Trivella              | Bruno Da Col         |
| 1950 |               | Carlo De Lorenzi                     | Bertilio Caneva            | Aldo Trivella        |
| 1951 |               | Bertilio Caneva                      | Aldo Trivella              | Igino Rizzi          |
| 1952 |               | Igino Rizzi                          | Aldo Trivella              | Silvano Silvagno     |
| 1953 |               | Aldo Trivella                        | Luigi Pennacchio           | Pietro Pertile       |
| 1954 |               | Aldo Trivella                        | Luigi Pennacchio           | Pietro Pertile       |
| 1955 |               | Aldo Trivella                        | Enzo Perin                 | Nilo Zandanel        |
| 1956 |               | Tito Tolin                           | Enzo Perin                 | Nilo Zandanel        |
| 1957 |               | Enzo Perin                           | Nilo Zandanel              | Pietro Pertile       |
| 1958 |               | Luigi Pennacchio                     | Nilo Zandanel              | Dino De Zordo        |
| 1959 |               | Nilo Zandanel                        | Luigi Pennacchio           | Enzo Perin           |
| 1960 |               | Nilo Zandanel                        | Dino De Zordo              | Luigi Pennacchio     |
| 1961 |               | Dino De Zordo                        | Nilo Zandanel              | Bruno De Zordo       |
| 1962 |               | Bruno De Zordo                       | Dino De Zordo              | Giacomo Aimoni       |
| 1963 |               | Bruno De Zordo                       | Agostino De Zordo          | Luigi Pennacchio     |
| 1964 |               | Giacomo Aimoni                       | Nilo Zandanel              | Dino De Zordo        |
| 1965 |               | Nilo Zandanel                        | Mario Cecon                | Bruno De Zordo       |
| 1966 |               | Mario Cecon                          | Nilo Zandanel              | Bruno De Zordo       |
| 1967 |               | Nilo Zandanel                        | Agostino De Zordo          | Dino De Zordo        |
| 1968 |               | Ezio Damolin                         | Mario Cecon                | Agostino De Zordo    |
| 1969 |               | Albino Bazzana                       | Mario Cecon                | Ezio Damolin         |
| 1970 |               | Giacomo Aimoni                       | Albino Bazzana             | Mario Cecon          |
| 1971 |               | Mario Cecon                          | Ezio Damolin               | Albino Bazzana       |
| 1972 |               | Mario Cecon                          | Albino Bazzana             | Ezio Damolin         |
| 1973 |               | Mario Cecon                          | Albino Bazzana             | Leonardo De Crignis  |
| 1974 |               | Ezio Damolin                         | Albino Bazzana             | Lido Tomasi          |
| 1975 |               | Francesco Giacomelli                 | Sandro Dalle Ave           | Lido Tomasi          |
| 1976 |               | Marcello Bazzana                     | Ermes De Crignis           | Lido Tomasi          |
| 1977 |               | Lido Tomasi                          | Ivano Wegher               | Francesco Giacomelli |
| 1978 |               | Lido Tomasi                          | Leonardo De Crignis        | Massimo Rigoni       |
| 1979 |               | Lido Tomasi                          | Francesco Giacomelli       | Ivano Wegher         |
| 1980 |               | Lido Tomasi                          | Massimo Rigoni             | Loris Stella         |
| 1981 |               | Lido Tomasi                          | Massimo Rigoni             | Ivano Wegher         |
| 1982 |               | Massimo Rigoni                       | Lido Tomasi                | Ivano Wegher         |
| 1983 |               | Lido Tomasi                          | Antonio Lacedelli          | Massimo Rigoni       |
| 1984 |               | Lido Tomasi                          | Sandro Sambugaro           | Paolo Rigoni         |
| 1985 |               | Lido Tomasi                          | Massimo Rigoni             | Carlo Pinzani        |
| 1986 |               | Antonio Lacedelli                    | Massimo Rigoni             | Lido Tomasi          |
| 1987 |               | Sandro Sambugaro                     | Virginio Lunardi           | Antonio Lacedelli    |
| 1988 |               | Roberto Cecon                        | Carlo Pinzani              | Virginio Lunardi     |
| 1989 |               | nicht ausgetragen                    | nicht ausgetragen          | nicht ausgetragen    |
| 1990 |               | Virginio Lunardi                     | Ivo Pertile                | Sandro Sambugaro     |
| 1991 |               | Roberto Cecon                        | Ivo Pertile                | Ivan Lunardi         |
| 1992 |               | Ivan Lunardi                         | Carlo Pinzani              | Ivo Pertile          |
| 1993 |               | Ivan Lunardi                         | Roberto Cecon              | Ivo Pertile          |
| 1994 |               | Roberto Cecon                        | Ivan Lunardi               | Ivo Pertile          |
| 1995 |               | Roberto Cecon                        | Ivo Pertile                | Virginio Lunardi     |
| 1996 |               | Roberto Cecon                        | Andrea Longo               | Ivan Lunardi         |
| 1997 |               | Roberto Cecon                        | Ivan Lunardi               | Massimo Vellar       |
| 1998 |               | Roberto Cecon                        | Ivan Lunardi               | Massimo Vellar       |
| 1999 |               | Roberto Cecon                        | Ivan Lunardi               | Massimo Vellar       |
| 2000 |               | Andrea Longo                         | Ivan Lunardi               | Massimo Vellar       |
| 2001 |               | Roberto Cecon                        | Jochen Strobl              | Daniele Munari       |
| 2002 |               | Stefano Chiapolino                   | Simone Lepre               | Flavio Fruch         |
| 2003 |               | Alessio Bolognani                    | Stefano Chiapolino         | Sebastian Colloredo  |
| 2004 | Normalschanze | Stefano Chiapolino                   | Andrea Morassi             | Alessio Bolognani    |
| 2005 |               | Sebastian Colloredo                  | Andrea Morassi             | Marco Beltrame       |
| 2006 |               | Sebastian Colloredo                  | Andrea Morassi             | Alessio Bolognani    |
| 2007 | Normalschanze | Sebastian Colloredo                  | Andrea Morassi             | Alessio Bolognani    |
| 2007 | Großschanze   | Sebastian Colloredo                  | Andrea Morassi             | Alessio Bolognani    |
| 2008 | Normalschanze | Sebastian Colloredo                  | Davide Bresadola           | Alessandro Pittin    |
| 2008 | Großschanze   | Sebastian Colloredo                  | Davide Bresadola           | Andrea Morassi       |
| 2009 | Normalschanze | Sebastian Colloredo                  | Alessio De Crignis         | Michael Lunardi      |
| 2009 | Großschanze   | Sebastian Colloredo                  | Alessandro Pittin          | Michael Lunardi      |
| 2010 | Normalschanze | Sebastian Colloredo                  | Andrea Morassi             | Samuel Costa         |
| 2010 | Großschanze   | Sebastian Colloredo                  | Andrea Morassi             | Diego Dellasega      |
| 2011 | Normalschanze | nicht ausgetragen                    | nicht ausgetragen          | nicht ausgetragen    |
| 2011 | Großschanze   | Sebastian Colloredo                  | Andrea Morassi             | Samuel Costa         |
| 2012 | Normalschanze | Sebastian Colloredo                  | Andrea Morassi             | Davide Bresadola     |
| 2012 | Großschanze   | Sebastian Colloredo                  | Davide Bresadola           | Federico Cecon       |
| 2013 | Normalschanze | Sebastian Colloredo                  | Roberto Dellasega          | Federico Cecon       |
| 2013 | Großschanze   | Sebastian Colloredo                  | Davide Bresadola           | Roberto Dellasega    |
| 2014 | Normalschanze | Sebastian Colloredo                  | Davide Bresadola           | Andrea Morassi       |
| 2014 | Großschanze   | Davide Bresadola                     | Sebastian Colloredo        | Andrea Morassi       |
| 2015 | Normalschanze | Alex Insam                           | Roberto Dellasega          | Sebastian Colloredo  |
| 2016 | Normalschanze | Davide Bresadola                     | Alex Insam                 | Sebastian Colloredo  |
| 2016 | Großschanze   | Davide Bresadola                     | Alex Insam                 | Sebastian Colloredo  |
| 2017 | Normalschanze | Davide Bresadola                     | Sebastian Colloredo        | Daniele Varesco      |
| 2018 | Normalschanze | Alex Insam                           | Davide Bresadola           | Federico Cecon       |
| 2019 | Normalschanze | Giovanni Bresadola                   | Federico Cecon             | Alex Insam           |
| 2020 | Normalschanze | Samuel Costa                         | Francesco Cecon            | Giulio Bezzi         |
| 2021 | Normalschanze | Francesco Cecon                      | Alex Insam                 | Giovanni Bresadola   |
| 2022 | Normalschanze | Giovanni Bresadola                   | Alex Insam                 | Francesco Cecon      |
| 2023 | Normalschanze | Francesco Cecon                      | Giovanni Bresadola         | Alex Insam           |

### Frauen
| Jahr | Disziplin     | Meisterin                            | Vize                                 | Dritte             |
| ---- | ------------- | ------------------------------------ | ------------------------------------ | ------------------ |
| 2004 | Normalschanze | Elena Runggaldier                    | Lisa Demetz                          | Valentine Prucker  |
| 2005 | Normalschanze | Lisa Demetz                          | Elena Runggaldier                    | Roberta D’Agostina |
| 2006 | Normalschanze | Roberta D’Agostina Elena Runggaldier |                                      | Valentine Prucker  |
| 2007 | Normalschanze | Lisa Demetz                          | Elena Runggaldier                    | Barbara Stuffer    |
| 2008 | Normalschanze | Elena Runggaldier                    | Lisa Demetz                          | Evelyn Insam       |
| 2009 | Normalschanze | Lisa Demetz                          | Roberta D’Agostina Elena Runggaldier |                    |
| 2010 | Normalschanze | Lisa Demetz                          | Roberta D’Agostina                   | Elena Runggaldier  |
| 2011 | Normalschanze | Evelyn Insam                         | Roberta D’Agostina                   | Elena Runggaldier  |
| 2012 | Normalschanze | Evelyn Insam                         | Elena Runggaldier                    | Roberta D’Agostina |
| 2013 | Normalschanze | Elena Runggaldier                    | Manuela Malsiner                     | Roberta D’Agostina |
| 2014 | Normalschanze | Evelyn Insam                         | Elena Runggaldier                    | Manuela Malsiner   |
| 2015 | Normalschanze | Elena Runggaldier                    | Evelyn Insam                         | Lara Malsiner      |
| 2016 | Normalschanze | Manuela Malsiner                     | Elena Runggaldier                    | Lara Malsiner      |
| 2017 | Normalschanze | Manuela Malsiner                     | Elena Runggaldier                    | Lara Malsiner      |
| 2018 | Normalschanze | Lara Malsiner                        | Veronica Gianmoena                   | Annika Sieff       |
| 2019 | Normalschanze | Elena Runggaldier                    | Manuela Malsiner                     | Lara Malsiner      |
| 2020 | Normalschanze | Lara Malsiner                        | Jessica Malsiner                     | Veronica Gianmoena |
| 2021 | Normalschanze | Lara Malsiner                        | Annika Sieff                         | Jessica Malsiner   |
| 2022 | Normalschanze | Jessica Malsiner                     | Lara Malsiner                        | Annika Sieff       |
| 2023 | Normalschanze | Lara Malsiner                        | Jessica Malsiner                     | Annika Sieff       |

## Titelgewinner
- Platz: Gibt die Reihenfolge der Sportler wieder. Diese wird durch die Anzahl der Titel bestimmt. Bei gleicher Anzahl werden die Vizemeisterschaften verglichen und anschließend die dritten Plätze.
- Name: Name des Sportlers
- Von: Jahr, in dem der Sportler das erste Mal unter die besten Drei kam
- Bis: Jahr, in dem der Sportler zum letzten Mal unter die besten Drei kam
- Titel: Anzahl gewonnener Meistertitel
- Silber: Anzahl der Vizemeistertitel
- Bronze: Anzahl der Platzierungen auf dem dritten Platz
- Gesamt: Anzahl aller Podiumsplätze (1 bis 3)

### Männer
| Platz | Name                 | Von  | Bis  | Titel | Vize | Dritter | Gesamt |
| ----- | -------------------- | ---- | ---- | ----- | ---- | ------- | ------ |
| 1.    | Sebastian Colloredo  | 2003 | 2017 | 16    | 2    | 4       | 22     |
| 2.    | Roberto Cecon        | 1988 | 2001 | 9     | 1    | 0       | 10     |
| 3.    | Lido Tomasi          | 1974 | 1986 | 8     | 1    | 4       | 13     |
| 4.    | Davide Bresadola     | 2008 | 2018 | 4     | 6    | 1       | 11     |
| 5.    | Nilo Zandanel        | 1955 | 1967 | 4     | 5    | 2       | 11     |
| 6.    | Mario Cecon          | 1965 | 1973 | 4     | 3    | 1       | 8      |
| 7.    | Bruno Da Col         | 1936 | 1949 | 4     | 0    | 2       | 6      |
| 8.    | Aldo Trivella        | 1947 | 1955 | 3     | 5    | 1       | 9      |
| 9.    | Luigi Faure          | 1924 | 1927 | 3     | 1    | 0       | 4      |
| 9.    | Vitale Venzi         | 1928 | 1933 | 3     | 1    | 0       | 4      |
| 11.   | Ivan Lunardi         | 1991 | 2000 | 2     | 5    | 2       | 9      |
| 12.   | Mario Bonomo         | 1931 | 1941 | 2     | 4    | 1       | 7      |
| 13.   | Alex Insam           | 2015 | 2018 | 2     | 2    | 1       | 5      |
| 14.   | Ezio Damolin         | 1968 | 1974 | 2     | 1    | 2       | 5      |
| 15.   | Bruno Caneva         | 1930 | 1935 | 2     | 1    | 0       | 3      |
| 16.   | Stefano Chiapolino   | 2002 | 2004 | 2     | 1    | 0       | 3      |
| 17.   | Bruno De Zordo       | 1961 | 1966 | 2     | 0    | 3       | 5      |
| 18.   | Carlo De Lorenzi     | 1946 | 1950 | 2     | 0    | 2       | 4      |
| 19.   | Giacomo Aimoni       | 1962 | 1970 | 2     | 0    | 1       | 3      |
| 20.   | Delfo Ramella Paia   | 1937 | 1940 | 2     | 0    | 1       | 3      |
| 21.   | Massimo Rigoni       | 1978 | 1986 | 1     | 4    | 2       | 7      |
| 22.   | Albino Bazzana       | 1969 | 1974 | 1     | 4    | 1       | 6      |
| 23.   | Luigi Pennacchio     | 1953 | 1963 | 1     | 3    | 2       | 6      |
| 24.   | Dino De Zordo        | 1958 | 1967 | 1     | 2    | 3       | 6      |
| 25.   | Enzo Perin           | 1955 | 1959 | 1     | 2    | 1       | 4      |
| 25.   | Riccardo Rodeghiero  | 1936 | 1940 | 1     | 2    | 1       | 4      |
| 27.   | Roberto Lacedelli    | 1937 | 1943 | 1     | 1    | 2       | 4      |
| 27.   | Virginio Lunardi     | 1987 | 1995 | 1     | 1    | 2       | 4      |
| 29.   | Francesco Giacomelli | 1975 | 1979 | 1     | 1    | 1       | 3      |
| 29.   | Antonio Lacedelli    | 1983 | 1987 | 1     | 1    | 1       | 3      |
| 29.   | Sandro Sambugaro     | 1984 | 1990 | 1     | 1    | 1       | 3      |
| 32.   | Bertilio Caneva      | 1950 | 1951 | 1     | 1    | 0       | 2      |
| 32.   | Vittorio Collino     | 1922 | 1923 | 1     | 1    | 0       | 2      |
| 32.   | Mario Corti          | 1909 | 1910 | 1     | 1    | 0       | 2      |
| 32.   | Andrea Longo         | 1996 | 2000 | 1     | 1    | 0       | 2      |
| 36.   | Alessio Bolognani    | 2003 | 2007 | 1     | 0    | 4       | 5      |
| 37.   | Igino Rizzi          | 1948 | 1952 | 1     | 0    | 2       | 3      |
| 38.   | Nino Castelli        | 1915 | 1920 | 1     | 0    | 1       | 2      |
| 39.   | Giuseppe Armand      | 1943 | 1943 | 1     | 0    | 0       | 1      |
| 39.   | Marcello Bazzana     | 1976 | 1976 | 1     | 0    | 0       | 1      |
| 39.   | Luigi Bernasconi     | 1928 | 1928 | 1     | 0    | 0       | 1      |
| 39.   | Luigi Canali         | 1915 | 1915 | 1     | 0    | 0       | 1      |
| 39.   | Ino Dallagio         | 1931 | 1931 | 1     | 0    | 0       | 1      |
| 39.   | Sisto Demenego       | 1923 | 1923 | 1     | 0    | 0       | 1      |
| 39.   | Paolo Kind           | 1909 | 1909 | 1     | 0    | 0       | 1      |
| 39.   | Giuseppe Muraro      | 1946 | 1946 | 1     | 0    | 0       | 1      |
| 39.   | Domenico Patterlini  | 1927 | 1927 | 1     | 0    | 0       | 1      |
| 39.   | Piero Pennacchio     | 1948 | 1948 | 1     | 0    | 0       | 1      |
| 39.   | Domenico Sandrini    | 1914 | 1914 | 1     | 0    | 0       | 1      |
| 39.   | Tito Tolin           | 1956 | 1956 | 1     | 0    | 0       | 1      |

### Frauen
| Platz | Name               | Von  | Bis  | Titel | Vize | Dritte | Gesamt |
| ----- | ------------------ | ---- | ---- | ----- | ---- | ------ | ------ |
| 1.    | Elena Runggaldier  | 2004 | 2017 | 5     | 7    | 2      | 14     |
| 2.    | Lisa Demetz        | 2004 | 2010 | 4     | 2    | 0      | 6      |
| 3.    | Evelyn Insam       | 2008 | 2015 | 3     | 1    | 1      | 5      |
| 4.    | Manuela Malsiner   | 2013 | 2017 | 2     | 1    | 1      | 4      |
| 6.    | Lara Malsiner      | 2015 | 2018 | 2     | 0    | 3      | 5      |
| 5.    | Roberta D’Agostina | 2005 | 2013 | 1     | 3    | 3      | 7      |